# Staatsrat (Österreich 1934–1938)
Der Staatsrat war ein vorberatendes Organ der Bundesgesetzgebung in Österreich während der Zeit 1934–1938, die als autoritärer Ständestaat oder Austrofaschismus bezeichnet wird.
Die rechtliche Grundlage für den Staatsrat wurde in der am 1. Mai 1934 in Kraft getretenen Maiverfassung gelegt. Darin waren als Organe der Bundesgesetzgebung die vorberatenden Organe Staatsrat, Bundeswirtschaftsrat, Bundeskulturrat und Länderrat sowie die beschließenden Organe Bundestag und Bundesversammlung festgelegt. Damit wurde der Nationalrat ersetzt, der mit der sogenannten Selbstausschaltung des Parlaments im März 1933 sein Ende gefunden hatte.

## Zusammensetzung
In den Staatsrat sollten laut Verfassung „verdiente, charaktervolle Bundesbürger“ berufen werden, von denen „nach ihrem bisherigen Verhalten und nach ihren bisherigen Leistungen volles Verständnis für die Bedürfnisse und für die Aufgaben des Staates zu erwarten ist“. Die Dauer der Berufung lag bei zehn Jahren, ausgenommen aktive Staatsbedienstete, bei denen die Berufung auf die Dauer der Verwendung im Staatsdienst beschränkt werden konnte. Im Gegensatz zu Bundeskulturrat und Bundeswirtschaftsrat waren für den Staatsrat keine Wahlen, sondern ausschließlich Ernennungen vorgesehen. Verfassungsgemäß sollten 40 bis 50 Mitglieder den Staatsrats bilden, tatsächlich wurden 50 Mitglieder eingesetzt. Die Berufungen erfolgten auf Vorschlag des Bundeskanzlers Kurt Schuschnigg mit Entschließung des Bundespräsidenten Wilhelm Miklas am 31. Oktober 1934, die Namen wurden am 1. November in der Wiener Zeitung veröffentlicht. Insgesamt gehörten dem Staatsrat in den vierzig Monaten seines Bestehens 63 Mandatare an, 37 davon über die ganze Zeit von 1. November 1934 bis 12. März 1938.
Die Mitgliedschaft in der Vaterländischen Front (VF) war für die Ernennung in die Organe der Bundesgesetzgebung Voraussetzung, die Zustimmung des Führers der VF war erforderlich, damit ein VF-Mitglied ein entsprechendes Mandat bekleiden durfte. 18 Mandatare des Staatsrates waren auch Funktionäre der VF. 23 Mandatare waren Mitglieder der Heimwehr, 17 davon auch Funktionäre. Als der Heimwehr ihre Macht im Staat allmählich entzogen wurde, erwog Bundeskanzler Schuschnigg im Oktober 1936 eine völlige Neubestellung oder gar eine Auflösung des Staatsrats, weil er befürchtete, die zehnjährige Funktionsdauer der Staatsratsmitglieder könnte der Heimwehr Möglichkeiten zur Opposition bieten. Tatsächlich konnte die Regierung die Heimwehrführer mit Posten in der Frontmiliz, der VF und in Organen der Bundesgesetzgebung versorgen und damit politisch ruhigstellen, wodurch ein Umbau des Staatsrates nicht notwendig wurde.
Etwa drei Viertel der Mandatare (47) waren Akademiker, die Mehrheit davon (31) Juristen. Die größte im Staatsrat vertretene Berufsgruppe war jene des öffentlichen Diensts (29). Jedes zweite Mitglied (32) hatte bereits vor 1934 ein Mandat auf Gemeinde-, Landes- oder Bundesebene innegehabt.

## Aufgaben
Die Pflicht der vorberatenden Organe war es, Gutachten über von der Regierung zugewiesene Gesetzesvorlagen zu erstellen. Der Staatsrat hatte bei seinen Gutachten zu beurteilen, ob ein „Entwurf den Anforderungen der Staatshoheit und des Gemeinwohles wie auch jenen einer zweckmäßigen Gesetzesvollziehung entspricht“. Die Regierung war jedoch nicht an diese Gutachten gebunden. Nach Einlangen der Gutachten wurde eine Gesetzesvorlage im Bundestag eingebracht, wo sie entweder unverändert angenommen oder abgelehnt werden konnte (ausgenommen Bundesvoranschlag und Bundesrechnungsabschluss). Die Regierung des autoritären Ständestaates erließ die Mehrheit der Gesetze allerdings mit Hilfe des Ermächtigungsgesetzes vom 30. April 1934 und umging damit die Organe der Bundesgesetzgebung.
Die Mitglieder der vorberatenden Organe besaßen keine parlamentarische Immunität. Sie hatten kein Recht auf Gesetzesinitiativen, auf Interpellation oder auf Untersuchungen. Ihre Sitzungen waren nichtöffentlich.
Der Bundestag wurde von den vorberatenden Organen beschickt, wobei der Staatsrat 20 Abgeordnete stellte. Die Mitglieder der vorberatenden Organe die bildeten zusammen die Bundesversammlung; tatsächlich trat dieses Gremium jedoch niemals zusammen.